# Anthracoceros
Anthracoceros är ett fågelsläkte i familjen näshornsfåglar inom ordningen härfåglar och näshornsfåglar: Släktet omfattar fem arter som förekommer från Indien till södra Filippinerna:
- Svart näshornsfågel (A. malayanus)
- Sulunäshornsfågel (A. montani)
- Rajanäshornsfågel (A. coronatus)
- Orientnäshornsfågel (A. albirostris)
- Palawannäshornsfågel (A. marchei)